# Смолник (Болгарія)
Смо́лник (болг. Смолник) — село в Бургаській області Болгарії. Входить до складу общини Карнобат.

## Населення
За даними перепису населення 2011 року у селі проживали 126 осіб, усі — болгари.
Розподіл населення за віком у 2011 році:
Динаміка населення: